# Liste der Kellergassen in Langenlois
Die Liste der Kellergassen in Langenlois führt die Kellergassen in der niederösterreichischen Gemeinde Langenlois an.
Die Keller an der Südgrenze der Gemeinde, an der Bundesstraße zwischen Hadersdorf und Gedersdorf, werden als Teil der Kellergasse an der Bundesstraße in der Liste der Kellergassen in Gedersdorf beschrieben.
| Foto |                 | Kellergasse                              | Standort                | Beschreibung |
| ---- | --------------- | ---------------------------------------- | ----------------------- | --- |
| ja   | Datei hochladen | Kellergasse                              | KG: Gobelsburg Standort | Die beidseitige Einzelkellergasse liegt zwischen Gobelsburg und Zeiselberg, teils in Graben-, teils in Hanglage. Sie besteht aus 43 Objekten, davon allerdings etwa ein Drittel Um- oder Neubauten, auf 600 Metern Länge. Die Mehrheit der Keller ist traufständig. Die älteste Datierung ist von 1851. |
| BW   | Datei hochladen | Kellerweg Zeiselberg                     | KG: Gobelsburg Standort | Die beidseitige Einzelkellergasse befindet sich am südlichen Rand von Zeiselberg in einem Hohlweg. Sie besteht aus neun Gebäuden auf 150 Metern Länge. |
| ja   | Datei hochladen | Gobelsberg                               | KG: Gobelsburg Standort | Die beidseitige Einzelkellergasse befindet sich westlich außerhalb von Zeiselberg in einem Hohlweg. Sie besteht aus acht Gebäuden auf 200 Metern Länge, mehrheitlich erneuerungsbedürftige traufständige Keller.                                                                                        |
| BW   | Datei hochladen | Eichelberg                               | KG: Haindorf Standort   | Die beidseitige Einzelkellergasse liegt in einem Graben westlich außerhalb von Zöbing. Sie besteht aus 14 mehrheitlich traufständigen Gebäuden auf 100 Metern Länge, darunter einige Neu- oder Umbauten sowie einige erneuerungsbedürftige Keller.                                                      |
| BW   | Datei hochladen | Im Grübl                                 | KG: Haindorf Standort   | Die einseitige Einzelkellergasse befindet sich an einer Geländekante zwischen Zöbing und Haindorf. Sie besteht aus 13 Gebäuden auf 150 Metern Länge. |
| ja   | Datei hochladen | Spiegelgraben                            | KG: Haindorf Standort   | Die beidseitige Einzelkellergasse liegt in einem Hohlweg südlich knapp außerhalb des Orts. Sie umfasst 18 Objekte auf 250 Metern Länge, darunter allerdings einige Um- oder Neubauten sowie einige verfallene Keller.                                                                                   |
| BW   | Datei hochladen | Vogerlweg u. Haselgraben                 | KG: Haindorf Standort   | Das beidseitige Kellergassensystem liegt am nördlichen Ortsrand in Grabenlage. Es besteht aus 36 Objekten, davon allerdings ein Viertel Um- oder Neubauten, auf 600 Metern Länge. Die Keller sind überwiegend traufständig.                                                                             |
| ja   | Datei hochladen | Dimmelgraben u. Oberer Spiegelgraben     | KG: Langenlois Standort | Das beidseitige Kellergassensystem liegt am südöstlichen Ortsrand in Hang- und Grabenlage. Es besteht aus 24 Objekten, davon etwa ein Drittel Um- oder Neubauten, auf 350 Metern Länge. Die Keller sind teils traufständig, teils in Schildmauerform. Die älteste Datierung ist von 1724.               |
| ja   | Datei hochladen | Großer u. Kleiner Buriweg, Weinberggasse | KG: Langenlois Standort | Das Kellergassensystem befindet sich am südwestlichen Ortsrand in einem Graben und in einem Hohlweg. Es besteht aus 63 Objekten, davon etwa ein Viertel Neu- oder Umbauten, auf einem Kilometer Länge. Die Keller sind teils traufständig, teils in Schildmauerform.                                    |
| ja   | Datei hochladen | Kühsteingraben                           | KG: Langenlois Standort | Die beidseitige Einzelkellergasse liegt am äußersten westlichen Ortsrand in einem Hohlweg. Sie umfasst 42 Objekte auf 550 Metern Länge. Die Keller sind mehrheitlich traufständig, aber es gibt auch einige in Schildmauerform. Etwa ein Viertel der Keller ist erneuerungsbedürftig oder verfallen.    |
| ja   | Datei hochladen | Käferbergstraße u. Schilterner Straße    | KG: Langenlois Standort | Die beidseitige Einzelkellergasse liegt am nördlichen Ortsrand in Graben- bzw. Hohlweglage. Von den 52 Objekten auf 550 Metern Länge wird etwa ein Viertel für Wohnzwecke genutzt. Die Mehrheit der Keller ist traufständig.                                                                            |
| ja   | Datei hochladen | Lissgraben                               | KG: Langenlois Standort | Die beidseitige Einzelkellergasse liegt in einem Graben südlich der nordwestlichen Ortsausfahrt. Sie umfasst 13 Gebäude auf 200 Metern Länge, mehrheitlich traufständige Keller. Die älteste Datierung ist von 1727.                                                                                    |
| ja   | Datei hochladen | Mittlerer Spiegelgraben                  | KG: Langenlois Standort | Die beidseitige Einzelkellergasse liegt in einem Graben am südöstlichen Ortsrand. Sie umfasst 23 Gebäude auf 300 Metern Länge, etwa die Hälfte davon sind allerdings Um- oder Neubauten. Die Keller sind teils traufständig, teils in Schildmauerform.                                                  |
| ja   | Datei hochladen | Presslgraben                             | KG: Langenlois Standort | Das beidseitige Kellergassensystem befindet sich in Grabenlage südlich der nordwestlichen Ortsausfahrt. Es umfasst 19 Objekte auf 150 Metern Länge, überwiegend traufständige Keller. |
| BW   | Datei hochladen | Sauberg                                  | KG: Langenlois Standort | Die einseitige Einzelkellergasse liegt südlich der Kremser Straße, außerhalb des alten Siedlungsgebiets, in Hanglage. Sie umfasst 18 Objekte auf 300 Metern Länge: ein Drittel Um- oder Neubauten, der Rest überwiegend traufständige Keller.                                                           |
| BW   | Datei hochladen | Seeberg                                  | KG: Langenlois Standort | Die einseitige Einzelkellergasse liegt nordwestlich weit außer- und oberhalb von Zöbing an einer Geländekante. Sie besteht aus sieben überwiegend erneuerungsbedürftigen Kellern auf einer Länge von 200 Metern.                                                                                        |
| ja   | Datei hochladen | Weraingraben u. Weichselgraben           | KG: Langenlois Standort | Das beidseitige Kellergassensystem ist am südwestlichen Ortsrand, teils im Hintaus, in Graben- und Hohlweglage. Von den 33 Objekten auf 350 Metern Länge ist etwa ein Drittel Um- oder Neubauten, der Rest sind mehrheitlich traufständige Keller.                                                      |
| ja   | Datei hochladen | Kellergasse                              | KG: Mittelberg Standort | Das einseitige Kellergassensystem befindet sich in Hanglage südöstlich außerhalb des Dorfs. Auf 700 Metern Länge befinden sich 54 Objekte, überwiegend traufständige Keller. |
| ja   | Datei hochladen | Schneidergraben                          | KG: Schiltern Standort  | Die beidseitige Einzelkellergasse liegt in einem Graben südwestlich knapp außerhalb des Dorfs. Sie umfasst elf Gebäude, überwiegend traufständige Keller, auf 150 Metern Länge. |
| ja   | Datei hochladen | Kellergasse                              | KG: Schiltern Standort  | Das beidseitige Kellergassensystem liegt in Hang- und Grabenlage am südwestlichen Ortsrand von Schiltern. Auf 600 Metern Länge befinden sich 63 Objekte, etwa ein Drittel davon Um- oder Neubauten, der Rest mehrheitlich traufständige, aber auch einige giebelständige Keller.                        |
| ja   | Datei hochladen | Am Wechselberg                           | KG: Zöbing Standort     | Die beidseitige Kellergasse liegt in Hang- und Grabenlage am nördlichen Ortsrand. Sie besteht aus 29 Objekten auf 250 Metern Länge, mehrheitlich traufständige Keller. |
| ja   | Datei hochladen | Am Heiligenstein                         | KG: Zöbing Standort     | Das einseitige Kellergassensystem befindet sich in Hanglage östlich außerhalb des Dorfs. Es besteht aus 46 Objekten auf 550 Metern Länge: knapp ein Drittel davon Um- oder Neubauten, der Rest überwiegend traufständige Keller.                                                                        |
| ja   | Datei hochladen | Lauser Kellergasse                       | KG: Zöbing Standort     | Die beidseitige Einzelkellergasse liegt in einem Graben nordöstlich außerhalb des Orts. Sie besteht aus 22 Gebäuden, mehrheitlich traufständigen Kellern, auf 200 Metern Länge. |
| ja   | Datei hochladen | Schönbergstraße                          | KG: Zöbing Standort     | Die einseitige Einzelkellergasse liegt an einer Geländekante am nördlichen Ortsrand. Sie besteht auf einer Länge von 150 Metern aus 14 überwiegend traufständigen Gebäuden, einige davon neu- oder umgebaut, teils mit Wohnnutzung.                                                                     |

| Foto:                    | Fotografie der Kellergasse (Gesamtheit). Klicken des Fotos erzeugt eine vergrößerte Ansicht. Daneben finden sich zwei Symbole: \| Weitere Bilder vorhanden \| Das Symbol bedeutet, dass weitere Fotos des Objekts verfügbar sind. Durch Klicken des Symbols werden sie angezeigt. \| \| Eigenes Foto hochladen \| Durch Klicken des Symbols können weitere Fotos des Objekts in das Medienarchiv Wikimedia Commons hochgeladen werden. \| |
| Name:                    | Bezeichnung der Kellergasse |
| Standort:                | Es ist die Katastralgemeinde (KG) angegeben. Durch Aufruf des Links Standort wird die Lage der Kellergasse in verschiedenen Kartenprojekten angezeigt. |
| Beschreibung             | Kurze Beschreibung der Kellergasse |
| Weitere Bilder vorhanden | Das Symbol bedeutet, dass weitere Fotos des Objekts verfügbar sind. Durch Klicken des Symbols werden sie angezeigt. |
| Eigenes Foto hochladen   | Durch Klicken des Symbols können weitere Fotos des Objekts in das Medienarchiv Wikimedia Commons hochgeladen werden. |